# دم‌چلچله‌ای برازیلینسیس
دم‌چلچله‌ای برازیلینسیس (نام علمی: Urania brasiliensis) نام یک گونه از سرده دم‌چلچله‌ایان موس است.